# Контракт століття
«Контракт століття» (рос. «Контракт века») — радянський двосерійний художній фільм 1985 року.

## Сюжет
Фільм розповідає про будівництво магістрального газопроводу Уренгой — Помари — Ужгород. Радянська делегація на чолі з товаришем Бессоновим (роль виконує Олег Борисов) прибула в Дюссельдорф для укладення контракту «газ-труби» з банками та підприємствами ФРН. За умовами контракту радянський газ йде до Європи, німецькі банки видають кредит СРСР, а німецькі заводи поставлять в СРСР обладнання (турбіни) для газопроводу. Такий розвиток подій категорично не влаштовує Сполучені Штати і особисто президента Рейгана. Агент ЦРУ Сміт робить все можливе і неможливе для зриву контракту (включаючи навіть італійську наркомафію), але терпить крах.
Друга серія фільму починається з цікавого діалогу директора заводу авіаційних турбін і фахівця газової галузі Фетисова. Директор є противником продажу енергоресурсів за кордон. Фетисов ж намагається переконати його в користі цієї діяльності. «Так через 500 років будуть інші види енергії і ми будемо сидіти на газовій подушці, яка нікому не знадобиться. Треба сьогодні, зараз, використовувати те, що завтра в такій кількості не буде потрібним», — говорить він.
Події, що відбуваються за межами Радянського Союзу, чергуються з кадрами виробничих нарад і зйомками будівництва газопроводу. Завершується фільм закадровим голосом, який зачитує статистичні дані про протяжність газопроводу, його вартость, терміни будівництва, ефективність радянських турбін.

## У ролях
- Володимир Гостюхін —  Фетисов
- Микола Караченцов —  Гусєв
- Олег Борисов —  Бессонов, голова делегації
- Вадим Яковлєв —  Ординцев, співробітник КДБ
- Ольгерт Кродерс —  Штіліке
- Елі Кулль —  Елен Штіліке
- Валентин Гафт —  агент ЦРУ Сміт
- Лембіт Ульфсак —  Пол, помічник Сміта
- Артем Іноземцев —  директор заводу
- Лаймонас Норейка —  Василь Журавльов
- Вітаутас Канцлеріс —  Штольц
- Юрій Гусєв —  Олег Єрофеєв
- Сергій Заморєв —  Віктор Шумаков
- Євгенія Добровольська —  Катя, дочка Фетисова
- Кальйо Коміссаров —  Кларк
- Олексій Преснєцов —  епізод
- Ірина Бразговка —  кохана Фетисова
- Ігор Добряков —  епізод
- Сергій Кашеваров —  епізод
- Борис Муравйов —  епізод
- Юрій Платонов —  Валерій Олександрович, генерал КДБ
- Віктор Харитонов —  Дон Леоне
- Петро Шелохонов —  міністр
- Станіслав Коренєв —  член комісії з німецької сторони

## Знімальна група
- Автори сценарію:  Едуард Володарський, Василь Чічков
- Режисер:  Олександр Муратов
- Оператор:  Костянтин Рижов
- Композитор: Олександр Михайлов
- Художник:  Євген Гуков